# 全国体育大会 (韩国)

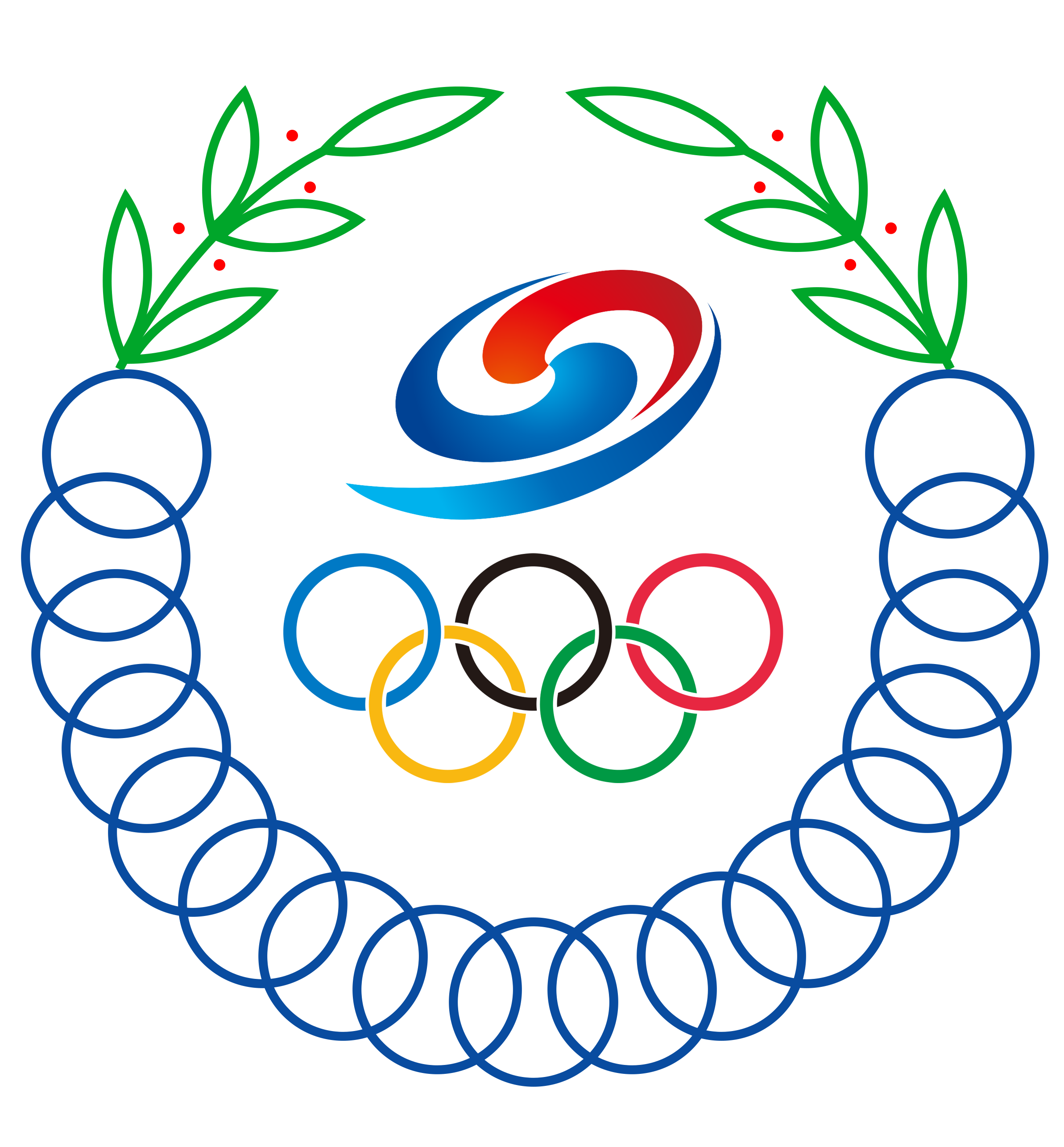
Logo

全國體育大會是韩国年度竞技体育大型综合性赛事。每年10月的一周时间，16个道或直辖市的大约2万名运动员参与40个项目的角逐。在大城市轮流举办，使用中学、学院、专业体育场地。

## 历史
起源於1920年的全朝鮮棒球大會以及朝鮮體育會（조선체육회）的成立。1925年日本殖民政府舉辦了一項多項運動競賽，但朝鮮體育會於1934年首次成為全國性的多項運動競賽，包含棒球、足球、網球、田徑及籃球。
1938年，朝鮮體育會遭殖民政府強制解散。該活動在1945年朝鮮解放後重新舉辦，並編為第26屆。隨著1948年大韓民國的成立，該活動更名為「全國運動會」，並將個人競賽改為城市與省份之間的競賽。1951年，由於韓戰爆發，該活動被取消。

## 歷屆大會
- 大韓體育會全國體育大會沿革[1]

1950年因韓戰，2020年因韓國COVID-19疫情的影響未能舉辦。
| 屆次    | 年度   | 日期               | 地點             | 成績                                  | 備註 |
| ------- | ------ | ------------------ | ---------------- | ------------------------------------- | --- |
| 第1屆   | 1920年 | 11月4日至11月6日   | 京城府           |                                       | 朝鮮體育會主辦單一項目全國大會（棒球） |
| 第2屆   | 1921年 | 按項目分別舉辦     | 京城府           |                                       | 棒球、網球、足球三項目分別舉辦 |
| 第3屆   | 1922年 | 按項目分別舉辦     | 京城府           |                                       | 棒球、網球、足球三項目分別舉辦 |
| 第4屆   | 1923年 | 按項目分別舉辦     | 京城府           |                                       | 棒球、網球、足球三項目分別舉辦 |
| 第5屆   | 1924年 | 按項目分別舉辦     | 京城府           |                                       | 田徑、棒球、網球、足球四項目分別舉辦 |
| 第6屆   | 1925年 | 按項目分別舉辦     | 京城府           |                                       | 田徑、棒球、網球、足球四項目分別舉辦 |
| 第7屆   | 1926年 | 按項目分別舉辦     | 京城府           |                                       | 棒球、網球、足球三項目分別舉辦 |
| 第8屆   | 1927年 | 按項目分別舉辦     | 按項目地點不同   |                                       | |
| 第9屆   | 1928年 | 按項目分別舉辦     | 按項目地點不同   |                                       | |
| 第10屆  | 1929年 | 按項目分別舉辦     | 按項目地點不同   |                                       | |
| 第11屆  | 1930年 | 按項目分別舉辦     | 按項目地點不同   |                                       | |
| 第12屆  | 1931年 | 按項目分別舉辦     | 按項目地點不同   |                                       | |
| 第13屆  | 1932年 | 按項目分別舉辦     | 按項目地點不同   |                                       | |
| 第14屆  | 1933年 | 按項目分別舉辦     | 按項目地點不同   |                                       | |
| 第15屆  | 1934年 | 11月2日至11月5日   | 京城運動場       |                                       | 採用綜合競技大會方式 |
| 第16屆  | 1935年 | 10月22日至10月26日 | 京城運動場       |                                       | |
| 第17屆  | 1936年 | 9月6日至10月??     | 京城運動場       |                                       | |
| 第18屆  | 1937年 | 9月8日至10月??     | 京城運動場       |                                       | |
| 第26屆  | 1945年 | 10月27日至10月30日 | 京城府           |                                       | 以「朝鮮綜合競技大會」名義舉行，為解放後首場比賽，南北韓共同參加                                                                                             |
| 第27屆  | 1946年 | 10月16日至10月20日 | 首爾特別自由市   |                                       | 軍政下舉行，駐韓美國軍政廳廳長參觀，學生體育活動活躍 |
| 第28屆  | 1947年 | 10月13日至10月19日 | 首爾特別自由市   |                                       | 更名為全國體育大會 |
| 第29屆  | 1948年 | 10月20日至10月26日 | 首爾特別自由市   |                                       | 以各道之間對抗賽形式舉行 |
| 第30屆  | 1949年 | 10月15日至10月23日 | 首爾特別市       | 第1名：首爾，第2名：慶南，第3名：京畿 | 制訂體育大會歌（尹錫中作詞，金順愛作曲） |
| 第32屆  | 1951年 | 10月27日至10月31日 | 全羅南道 光州市  | 第1名：全南，第2名：慶南，第3名：慶北 | 因韓戰改於地方舉辦 |
| 第33屆  | 1952年 | 10月18日至10月24日 | 首爾特別市       | 第1名：首爾，第2名：慶北，第3名：慶南 | 前線仍在作戰，特設列車運送選手 |
| 第34屆  | 1953年 | 10月17日至10月22日 | 首爾特別市       | 第1名：首爾，第2名：慶北，第3名：全南 | 制訂大會憲章及裁判規則，首次有在日僑胞選手參賽（足球項目）                                                                                                   |
| 第35屆  | 1954年 | 10月19日至10月25日 | 首爾特別市       | 第1名：首爾，第2名：慶北，第3名：慶南 | |
| 第36屆  | 1955年 | 10月15日至10月22日 | 首爾特別市       | 第1名：首爾，第2名：慶南，第3名：京畿 | 首次火炬傳遞（最終火炬手：孫基禎） |
| 第37屆  | 1956年 | 10月3日至10月9日   | 首爾特別市       | 第1名：首爾，第2名：慶南，第3名：慶北 | 美式足球項目被取消 |
| 第38屆  | 1957年 | 10月18日至10月24日 | 慶尚南道 釜山市  | 第1名：首爾，第2名：慶南，第3名：慶北 | 首次在地方舉辦，首次實施現代團體操表演 |
| 第39屆  | 1958年 | 10月3日至10月9日   | 首爾特別市       | 第1名：首爾，第2名：慶南，第3名：慶北 | 成為全民節日的契機 |
| 第40屆  | 1959年 | 10月3日至10月9日   | 首爾特別市       | 第1名：首爾，第2名：慶南，第3名：慶北 | 首次實施體育周，舉辦體育展覽會 |
| 第41屆  | 1960年 | 10月10日至10月16日 | 忠清南道 大田市  | 第1名：首爾，第2名：慶南，第3名：慶北 | 實施比賽計分規則 |
| 第42屆  | 1961年 | 10月11日至10月15日 | 首爾特別市       | 第1名：首爾，第2名：慶南，第3名：全南 | |
| 第43屆  | 1962年 | 10月24日至10月29日 | 慶尚北道 大邱市  | 第1名：首爾，第2名：全南，第3名：慶北 | 修訂比賽及計分規則 |
| 第44屆  | 1963年 | 10月4日至10月9日   | 全羅北道 全州市  | 第1名：首爾，第2名：全南，第3名：慶北 | 總統盃設立，跆拳道項目首次舉行 |
| 第45屆  | 1964年 | 9月3日至9月8日     | 京畿道 仁川市    | 第1名：首爾，第2名：京畿，第3名：釜山 | 大幅修改計分規則、裁判規則及比賽規則 |
| 第46屆  | 1965年 | 10月5日至10月10日  | 全羅南道 光州市  | 第1名：首爾，第2名：全南，第3名：京畿 | 修訂選手參賽規則，在日僑胞選手規定明文化，開幕式期間因觀眾擁擠造成14人死亡                                                                                   |
| 第47屆  | 1966年 | 10月10日至10月15日 | 首爾特別市       | 第1名：首爾，第2名：忠北，第3名：全南 | 首次實施入場獎制度，大韓體育會直接主辦比賽 |
| 第48屆  | 1967年 | 10月5日至10月10日  | 首爾特別市       | 第1名：首爾，第2名：慶北，第3名：京畿 | 修改參賽指南，首次實施卡片表演 |
| 第49屆  | 1968年 | 9月12日至9月17日   | 首爾特別市       | 第1名：慶北，第2名：首爾，第3名：全南 | 設立模範選手獎，首次由總統直接頒發入場獎 |
| 第50屆  | 1969年 | 10月28日至11月2日  | 首爾特別市       | 第1名：首爾，第2名：慶北，第3名：京畿 | 首次進行全國火炬傳遞 |
| 第51屆  | 1970年 | 10月6日至10月11日  | 首爾特別市       | 第1名：慶北，第2名：首爾，第3名：全南 | 首次推動全國和諧的口號 |
| 第52屆  | 1971年 | 10月8日至10月13日  | 首爾特別市       | 第1名：首爾，第2名：慶北，第3名：京畿 | 新增參賽申請書事前閱覽制度（4天） |
| 第53屆  | 1972年 | 10月6日至10月11日  | 首爾特別市       | 第1名：首爾，第2名：釜山，第3名：慶北 | 有22名在美僑胞參賽，另設少年體育大會 |
| 第54屆  | 1973年 | 10月12日至10月17日 | 釜山直轄市       | 第1名：首爾，第2名：釜山，第3名：京畿 | 普通部採用本籍地參賽規定 |
| 第55屆  | 1974年 | 10月8日至10月13日  | 首爾特別市       | 第1名：首爾，第2名：全北，第3名：京畿 | |
| 第56屆  | 1975年 | 10月7日至10月12日  | 慶尚北道 大邱市  | 第1名：首爾，第2名：慶北，第3名：京畿 | 放寬職業隊規定，擴大參賽申請書的分發範圍 |
| 第57屆  | 1976年 | 10月12日至10月17日 | 釜山直轄市       | 第1名：首爾，第2名：京畿，第3名：慶北 | 職業隊規定（1976年5月31日）僅限當時註冊隊伍參賽資格 |
| 第58屆  | 1977年 | 10月10日至10月15日 | 全羅南道 光州市  | 第1名：京畿，第2名：首爾，第3名：全北 | 德國僑胞代表團參賽（官員17人，選手18人），加拿大僑胞代表團參賽（官員12人，選手19人）                                                                         |
| 第59屆  | 1978年 | 10月12日至10月17日 | 京畿道 仁川市    | 第1名：京畿，第2名：首爾，第3名：忠南 | 沙烏地阿拉伯代表團參賽（官員8人，選手18人） |
| 第60屆  | 1979年 | 10月12日至10月17日 | 忠清南道         | 第1名：首爾，第2名：京畿，第3名：忠南 | 設立最佳選手獎，採用獎牌加分制度，科威特及香港僑胞參賽 |
| 第61屆  | 1980年 | 10月8日至10月13日  | 全羅北道         | 第1名：京畿，第2名：首爾，第3名：全南 | 首次分散舉辦，實施身體表演，取消入場獎 |
| 第62屆  | 1981年 | 10月10日至10月15日 | 首爾特別市       | 第1名：首爾，第2名：全南，第3名：忠南 | 大邱及仁川升格為直轄市後首次參賽，瑞典僑胞參賽，因奧運申辦形成全國節日氛圍                                                                                   |
| 第63屆  | 1982年 | 10月14日至10月19日 | 慶尚南道         | 第1名：首爾，第2名：全南，第3名：慶南 | 關島僑胞代表團參賽，海外僑胞選手另行設綜合排名制度 |
| 第64屆  | 1983年 | 10月6日至10月11日  | 仁川直轄市       | 第1名：首爾，第2名：全南，第3名：忠南 | 直轄市升格後首次舉辦，模範選手團獎改為秩序獎，入場式時自由步伐行進，設立成就獎                                                                               |
| 第65屆  | 1984年 | 10月11日至10月16日 | 大邱直轄市       | 第1名：首爾，第2名：全南，第3名：忠南 | 直轄市升格後首次舉辦，恢復入場獎，奧運比賽項目列為示範項目                                                                                                   |
| 第66屆  | 1985年 | 10月10日至10月15日 | 江原道           | 第1名：首爾，第2名：全南，第3名：釜山 | 奧運及亞運正式項目，運營選手村公寓，卡片表演呈現立體畫面 |
| 第67屆  | 1986年 | 6月20日至6月25日   | 首爾、京畿、忠南 | 第1名：京畿，第2名：全南，第3名：忠南 | 光州直轄市升格後首次參賽，86年亞運會預演，採用高爾夫為正式項目                                                                                               |
| 第68屆  | 1987年 | 10月13日至10月18日 | 光州直轄市       | 第1名：首爾，第2名：京畿，第3名：釜山 | 直轄市升格後首次舉辦，KAIST自研的電腦系統（GIONS）快速處理比賽結果，實施部門綜合頒獎制度                                                                     |
| 第69屆  | 1988年 | 5月9日至5月22日    | 全國各地         |                                       | 與各項目全國規模比賽合併舉行，僅進行項目綜合頒獎 |
| 第70屆  | 1989年 | 9月26日至10月1日   | 京畿道           | 第1名：京畿，第2名：首爾，第3名：慶南 | 大田直轄市升格後首次參賽，與世界韓民族體育大會同步舉行開幕式，取消入場獎，將秩序獎改為模範選手團獎，觀眾區進行演出                                           |
| 第71屆  | 1990年 | 10月15日至10月21日 | 忠清北道         | 第1名：首爾，第2名：京畿，第3名：忠北 | 新增海外僑胞比賽，忠清北道全域進行聖火傳遞，採用健美比賽為示範項目                                                                                           |
| 第72屆  | 1991年 | 10月7日至10月13日  | 全羅北道         | 第1名：京畿，第2名：首爾，第3名：全北 | 全羅北道全域分散舉辦，聖火全域傳遞，健美比賽成為正式項目 |
| 第73屆  | 1992年 | 10月10日至10月16日 | 大邱直轄市       | 第1名：首爾，第2名：京畿，第3名：大邱 | 1992年巴塞隆納奧運榮耀獎牌得主參加開幕式遊行，首次展示由一般市民（主婦）組成的健康體操，採用水下自由參賽項目                                                 |
| 第74屆  | 1993年 | 10月11日至10月17日 | 光州直轄市       | 第1名：京畿，第2名：首爾，第3名：全北 | 文民政府成立後首次民族體育大會，促進民族融合，直轄市升格後第二次舉辦，武術成為示範項目                                                                       |
| 第75屆  | 1994年 | 10月27日至11月2日  | 大田直轄市       | 第1名：京畿，第2名：首爾，第3名：大田 | 直轄市升格後首次舉辦，結合國樂公開活動，通過提前比賽避免大會規模膨脹                                                                                         |
| 第76屆  | 1995年 | 10月2日至10月8日   | 慶尚北道         | 第1名：首爾，第2名：京畿，第3名：慶北 | 首次在地方中小城市舉辦，距1975年第56屆大會20年後再次舉辦，分離大邱廣域市後首次舉辦，紀念光復50周年                                                           |
| 第77屆  | 1996年 | 10月7日至10月13日  | 江原道           | 第1名：京畿，第2名：首爾，第3名：江原 | 距離1985年第66屆大會後時隔11年再次舉辦，首次採用大會吉祥物「달곰이」，改變最優秀選手獎頒發者署名                                                             |
| 第78屆  | 1997年 | 10月8日至10月13日  | 慶尚南道         | 第1名：京畿，第2名：首爾，第3名：慶南 | 距離1982年第63屆大會後時隔15年再次舉辦，全國體育大會首次舉行夜間開幕式，因蔚山升格為廣域市，參賽單位從15個增至16個，武術成為正式比賽項目                     |
| 第79屆  | 1998年 | 9月25日至10月1日   | 濟州道           | 第1名：京畿，第2名：首爾，第3名：忠南 | 首次舉辦全國體育大會（1984年第13屆全國少年體育大會曾在此舉辦），紀念首爾奧運會十周年及奧運聖火首次抵達濟州，部分特殊設施項目分散至首都圈舉辦，實現節約型大會 |
| 第80屆  | 1999年 | 10月11日至10月17日 | 仁川廣域市       | 第1名：京畿，第2名：首爾，第3名：仁川 | 距離1983年第64屆大會後時隔16年再次舉辦，首次通過互聯網提供比賽結果資訊                                                                                       |
| 第81屆  | 2000年 | 10月12日至10月18日 | 釜山廣域市       | 第1名：京畿，第2名：首爾，第3名：釜山 | 距離1976年第57屆大會後時隔24年再次舉辦，為2002年釜山亞運會的成功舉辦奠定基礎                                                                                 |
| 第82屆  | 2001年 | 10月10日至10月16日 | 忠清南道         | 第1名：忠南，第2名：首爾，第3名：京畿 | 距離1979年後時隔21年再次舉辦（忠南與大田分離後首次舉辦），部分特殊設施項目分散舉辦，實現節約型大會                                                           |
| 第83屆  | 2002年 | 11月9日至11月15日  | 濟州道           | 第1名：京畿，第2名：首爾，第3名：忠南 | 距離1998年第79屆大會後時隔4年再次舉辦，部分特殊設施項目分散舉辦，實現節約型大會                                                                              |
| 第84屆  | 2003年 | 10月10日至10月16日 | 全羅北道         | 第1名：京畿，第2名：首爾，第3名：全北 | 距離1991年第72屆大會後時隔12年再次舉辦，採用大會吉祥物「신명이」，新增展示項目（登山、圍棋），首次進行反興奮劑檢測及引入贊助商                               |
| 第85屆  | 2004年 | 10月8日至10月14日  | 忠清北道         | 第1名：京畿，第2名：首爾，第3名：忠北 | |
| 第86屆  | 2005年 | 10月14日至10月20日 | 蔚山廣域市       | 第1名：京畿，第2名：首爾，第3名：慶北 | 蔚山升格為廣域市後首次舉辦 |
| 第87屆  | 2006年 | 10月17日至10月23日 | 慶尚北道         | 第1名：京畿，第2名：慶北，第3名：首爾 | |
| 第88屆  | 2007年 | 10月8日至10月14日  | 光州廣域市       | 第1名：京畿，第2名：首爾，第3名：光州 | |
| 第89屆  | 2008年 | 10月10日至10月16日 | 全羅南道         | 第1名：京畿，第2名：首爾，第3名：全南 | |
| 第90屆  | 2009年 | 10月20日至10月26日 | 大田廣域市       | 第1名：京畿，第2名：首爾，第3名：大田 | 因受2009年流感大流行影響，加強衛生與健康管理措施 |
| 第91屆  | 2010年 | 10月6日至10月12日  | 慶尚南道         | 第1名：京畿，第2名：慶南，第3名：首爾 | |
| 第92屆  | 2011年 | 10月6日至10月12日  | 京畿道           | 第1名：京畿，第2名：首爾，第3名：慶南 | 首次在非體育場地（如一山湖水公園）舉行開閉幕式 |
| 第93屆  | 2012年 | 10月11日至10月17日 | 大邱廣域市       | 第1名：京畿，第2名：大邱，第3名：首爾 | |
| 第94屆  | 2013年 | 10月18日至10月24日 | 仁川廣域市       | 第1名：京畿，第2名：首爾，第3名：仁川 | |
| 第95屆  | 2014年 | 10月28日至11月3日  | 濟州特別自治道   | 第1名：京畿，第2名：首爾，第3名：慶南 | |
| 第96屆  | 2015年 | 10月16日至10月22日 | 江原道           | 第1名：京畿，第2名：江原，第3名：首爾 | |
| 第97屆  | 2016年 | 10月7日至10月13日  | 忠清南道         | 第1名：京畿，第2名：忠南，第3名：首爾 | |
| 第98屆  | 2017年 | 10月20日至10月26日 | 忠清北道         | 第1名：京畿，第2名：忠北，第3名：首爾 | |
| 第99屆  | 2018年 | 10月12日至10月18日 | 全羅北道         | 第1名：京畿，第2名：首爾，第3名：全北 | |
| 第100屆 | 2019年 | 10月4日至10月10日  | 首爾特別市       | 第1名：首爾，第2名：京畿，第3名：慶北 | |
| 第102屆 | 2021年 | 10月8日至10月14日  | 慶尚北道         | 無綜合排名                            | 原定2020年由慶尚北道舉辦第101屆全國體育大會，因韓國新冠疫情影響取消，延至2021年舉行，僅進行高中組比賽                                                        |
| 第103屆 | 2022年 | 10月7日至10月13日  | 蔚山廣域市       | 第1名：京畿，第2名：首爾，第3名：慶北 | |
| 第104屆 | 2023年 | 10月13日至10月19日 | 全羅南道         | 第1名：京畿，第2名：首爾，第3名：慶北 | |
| 第105屆 | 2024年 | 10月11日至10月17日 | 慶尚南道         | 第1名：京畿，第2名：慶南，第3名：首爾 | |
| 第106屆 | 2025年 | 10月17日至10月23日 | 釜山廣域市       |                                       | |
| 第107屆 | 2026年 |                    | 濟州特別自治道   |                                       | |
| 第108屆 | 2027年 |                    | 京畿道           |                                       | |

## 其他全国体育赛事
- 全国少年体育大会
- 全国冬季体育大会
- 全国残疾人体育大会